# Kẹo mút

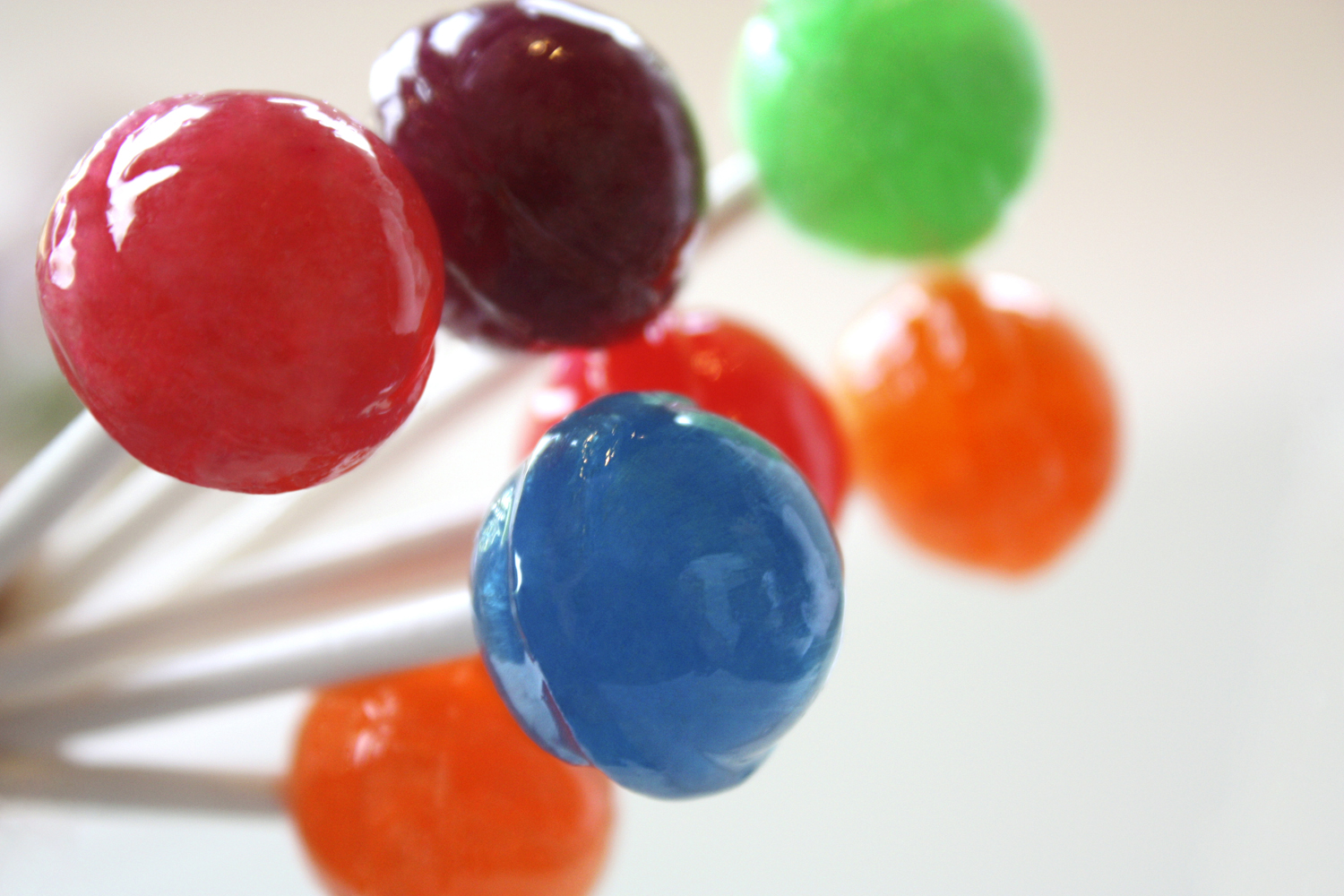
Kẹo mút

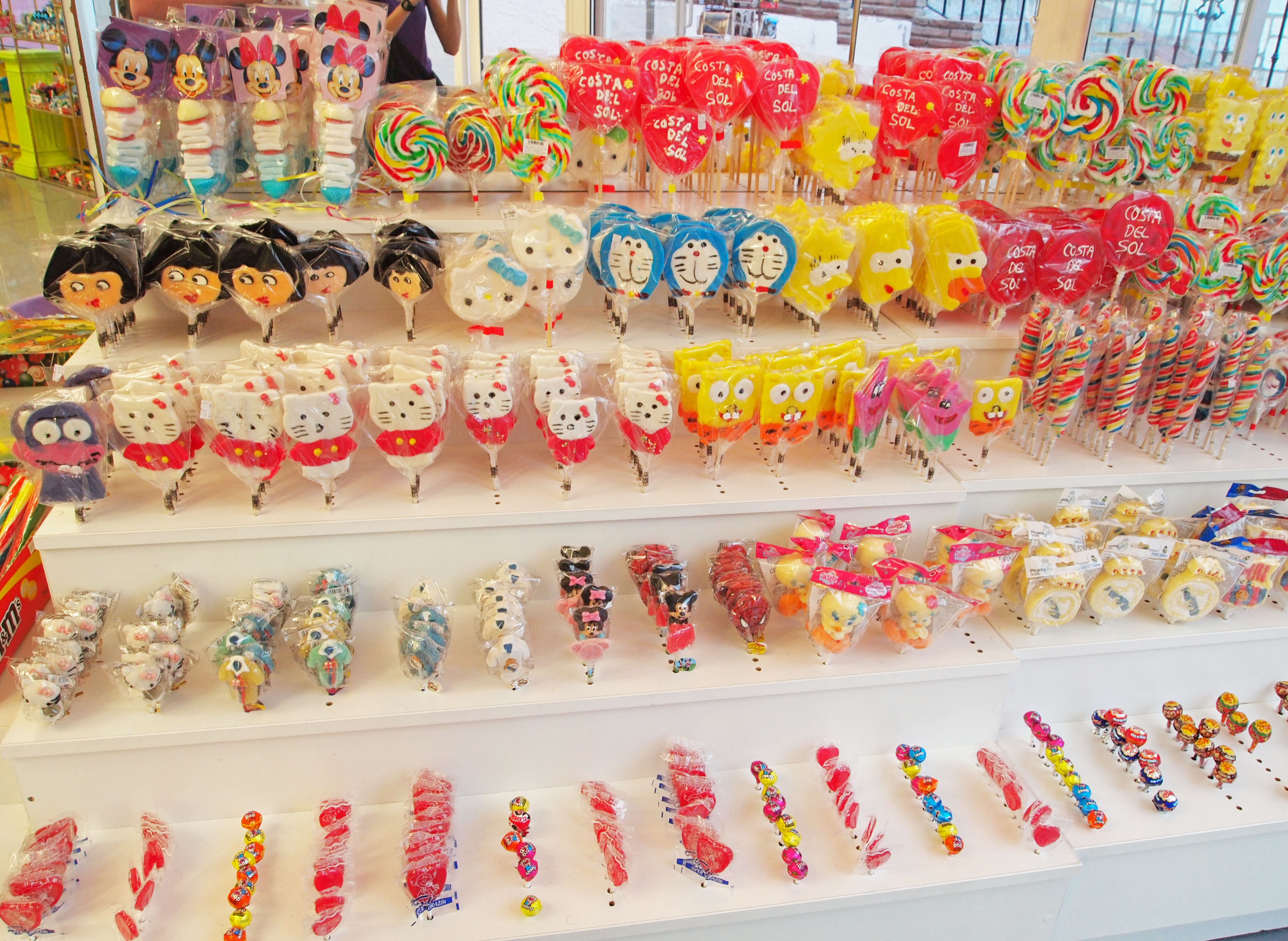
Các loại kẹo mút với nhiều hình dáng khác nhau

Kẹo mút hay là kẹo cây (tiếng Anh: lollipop hay là lolly, sucker, sticky-pop) là một loại kẹo làm chủ yếu từ đường mía cô cứng, pha hương liệu với sirô bắp gắn trên một cái que để mút hoặc liếm. Khối kẹo thường có hình tròn, hình cầu dẹp hay hình bầu dục và có nhiều màu sắc và hương vị khác nhau, đặc biệt là hương vị trái cây, có thể làm từ bột đường, cao su hay sô-cô-la. Que cây có thể làm từ gỗ, bột giấy hay là chất dẻo và thường dcó màu trắng.
Kẹo mút cũng là tên gọi và biểu tượng cho phiên bản 5.0 của hệ điều hành Android, xem Android Lollipop.

## Các loại kẹo mút
Kẹo mút có nhiều màu sắc và hương vị, nhất là vị trái cây. Với nhiều công ty sản xuất kẹo mút, chúng dần trở nên đa dạng về hương vị và có nhiều hình dạng. Kích thước của chúng có thể nhỏ vừa miệng hoặc rất lớn (dạng làm từ thanh kẹo to quấn thành hình tròn dẹt).
Đa số kẹo mút có thể bảo quản và ăn ở nhiệt độ phòng, trừ các biến thể làm từ đá hay kem có tẩm hương liệu.
Một số kẹo mút có nhân, ví dụ như nhân kẹo cao su hay kẹo mềm. Một số loại lạ thường chứa những thứ khác thường như ấu trùng sâu bột. Cũng có các loại kẹo có nhân không ăn được như kẹo hình đầu lâu có gắn đèn ở bên trong dùng trong dịp Halloween.
Vùng Tây Bắc Âu châu, Đức và Hà Lan, có loại kẹo mút hương salmiak.
Một số biến thể của kẹo mút là bánh mút (Cake-Pop), kem que nước (Ice pop).
Một trong những thương hiệu nổi tiếng về kẹo mút là Chupa Chups.

### Sử dụng trong y khoa
Kẹo mút cũng có thể được sử dụng để chứa các dược phẩm, nhằm giúp trẻ em dễ uống thuốc. Một số kẹo mút được quảng cáo là giúp ăn kiêng dù hiệu quả chưa được kiểm chứng, và mấy giai thoại về việc giúp giảm cân có thể chỉ là do các bác sĩ dùng biện pháp "tâm lý".
Actiq là loại kẹo mút giúp giảm đau mạnh với thành phần chính là fentanyl. Nó có tác dụng nhanh và thường dùng trong quân đội.

## Lịch sử
Cái món ngọt đầu tiên rất giống với cái mà chúng ta gọi là kẹo mút ngày nay có từ thời Trung cổ, khi các bậc quyền quý ăn món đường nấu chảy bằng một cái que.
Ý tưởng về kẹo gắn trên que rất đơn giản, và có thể kẹo mút đã được sáng chế và tái sáng chế rất nhiều lần trong lịch sử. Câu chuyện về cây kẹo mút đầu tiên tại Mỹ đã bị bóp méo dần qua thời gian. Có vài nghiên cứu cho rằng kẹo mút được sáng chế trong thời kỳ Nội chiến Mỹ (1861–1865). Số khác tin một số phiên bản đã có từ đầu những năm 1800.
George Smith ở New Haven, Connecticut, người đã bắt đầu làm kẹo lớn gắn trên que năm 1908, được cho là người đầu tiên sáng chế ra kiểu kẹo mút hiện đại như thường thấy ngày nay và đăng ký tên thương mại (lollipop) năm 1931. Tên gọi Lollipop trong tiếng Anh được báo cáo là đặt dựa theo một con ngựa đua nổi tiếng, Lolly Pop. Tên gọi này cũng có thể bắt nguồn từ hai từ tiếng Anh là "lolly" (lưỡi) và "pop" (vỗ, tát). Kẹo mút được nhắc đến trong văn cảnh hiện đại từ những năm 1920. Ngoài ra, nó cũng có thể là một từ của người Di-gan, họ có truyền thống bán táo phủ kẹo bơ cứng có một cái que cắm vào để cầm. "Táo đỏ" tiếng Di-gan là loli phaba.

## Hình ảnh

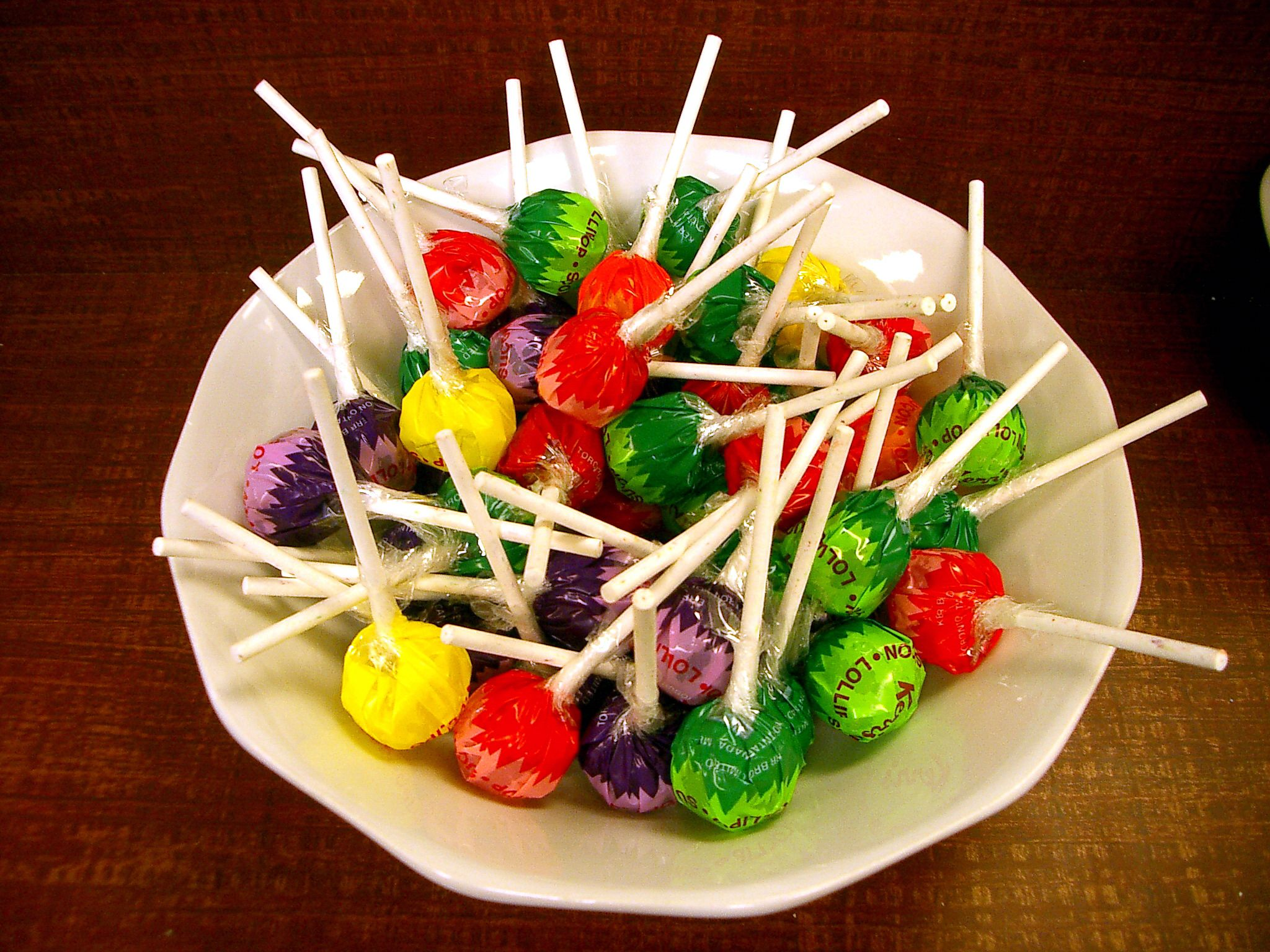
Kẹo mút trên dĩa
Kẹo mút trên bánh ngọt
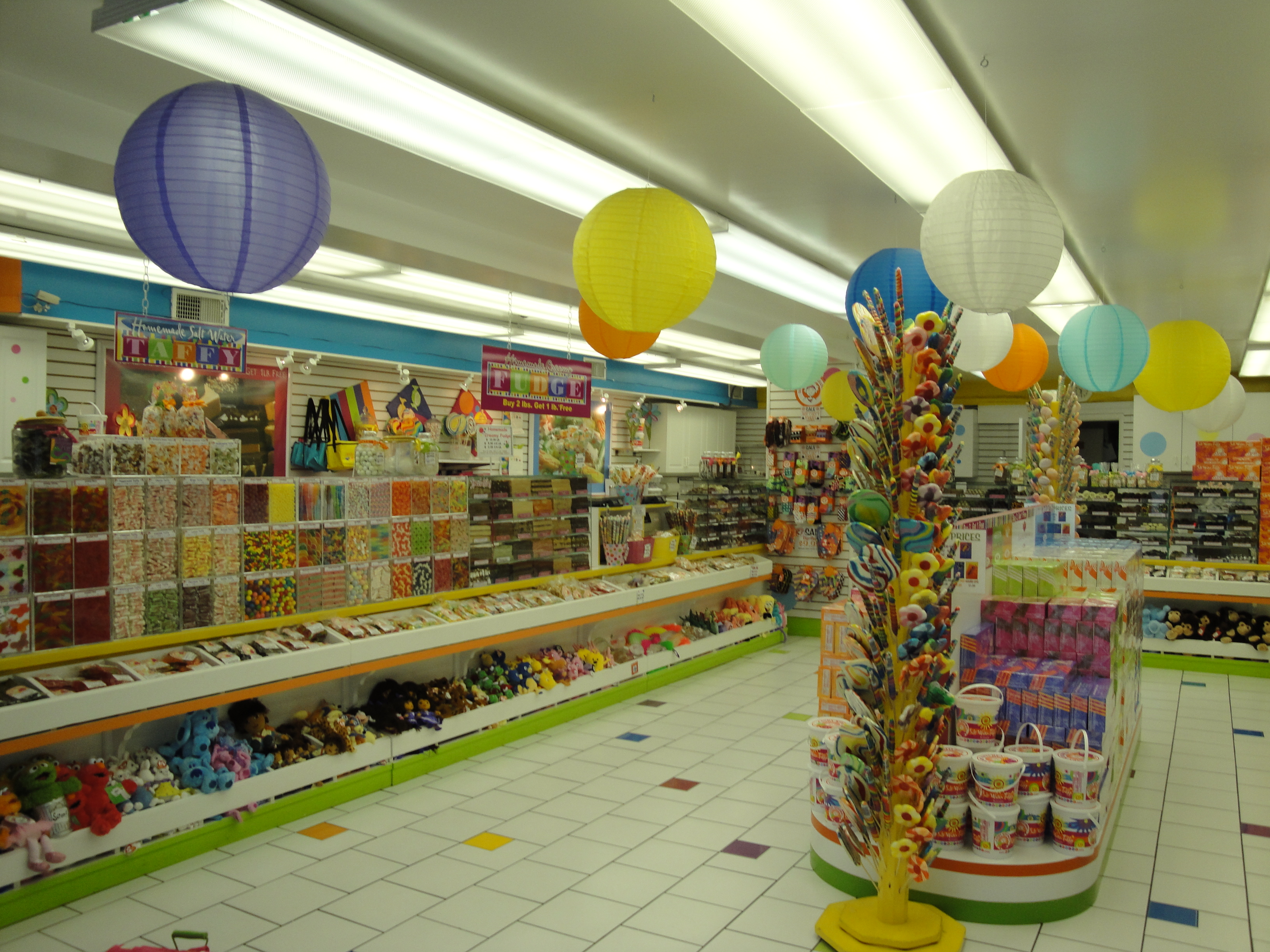
Gian hàng bán kẹo
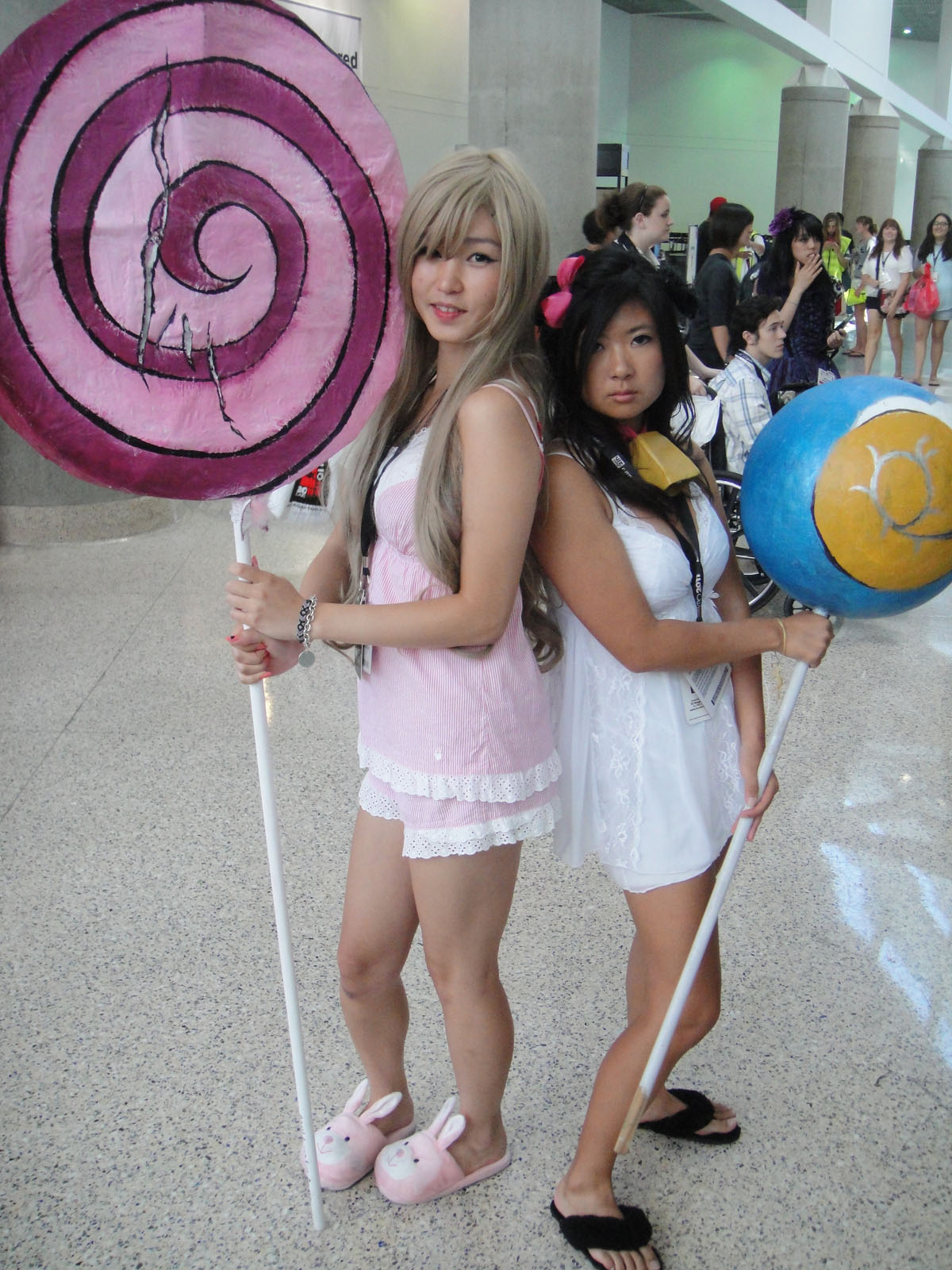
Hai cô gái với kẹo mút khổng lồ
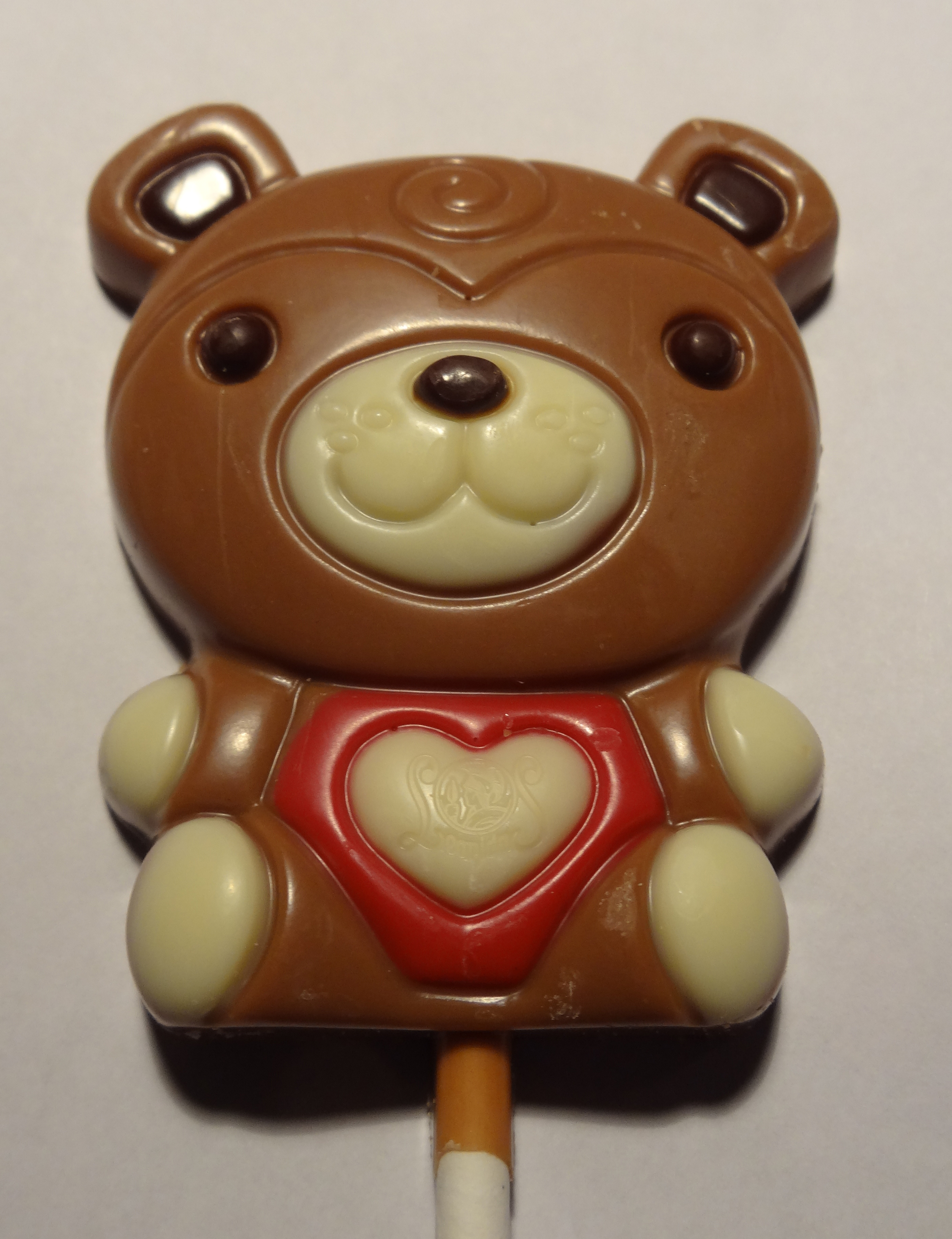
Sô-cô-la que với hình gấu bông
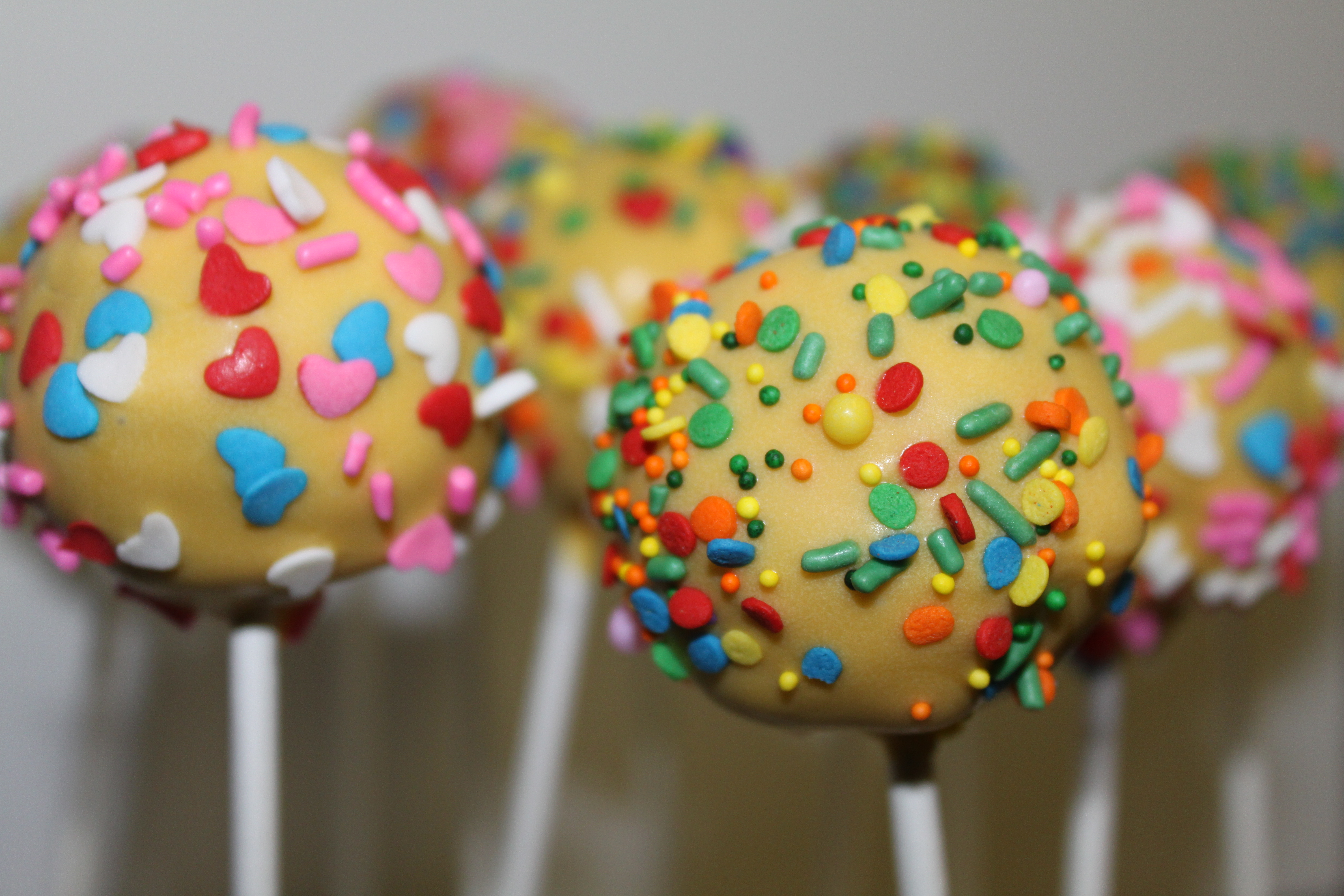
Vài loại Bánh que (Cake pop)